# Konrad Forenc
Konrad Forenc (ur. 17 lipca 1992 w Oławie) – polski piłkarz występujący na pozycji bramkarza w klubie Podbeskidzie Bielsko-Biała.  Wychowanek MKS-u Oława, w swojej karierze grał także w takich zespołach jak Kolejarz Stróże, Flota Świnoujście, Calisia Kalisz, Zagłębiu Lubin oraz Korona Kielce. Były reprezentant Polski do lat 19.